# パブロ・マルケス
パブロ・マルケス（Pablo Márquez、1973年6月4日 - ）は、アメリカ合衆国のプロレスラー。

## 来歴
ラリー・シャープのモンスター・ファクトリーを卒業後、1995年にデビュー。
ECWで活動後、1998年にインド人キャラのバブーとしてWWF入りし、タイガー・アリ・シン（タイガー・ジェット・シンの息子）の召使を演じる。
1999年、WWFを離脱。同年、みちのくプロレスに参戦。5月、プエルトリコにてUWA世界ミドル級王座を獲得。
2002年4月20日、KAIENTAI DOJOに参戦。PABLOのリングネームでNudy Raveに所属。ユニットで新日本プロレス参戦。年内に帰国したことでユニットは解散。
その後、プエルトリコを主戦場に2003年から2004年にかけてはカルロス・コロンのWWCで活動、2005年からはビクター・キニョネスが主宰していたIWAに移籍。以降はフロリダのCCW（Coastal Championship Wrestling）などのインディー団体を転戦した。
その後CCW、トレーナーセンター運営スタッフの一員として指導、選手、レフェリーとしてリングに上がっている。2019年には現地に参戦したザ・グレート・サスケとタッグを組んでいる。

## 得意技
450°スプラッシュ

## 獲得タイトル
- UWA世界ミドル級王座：2回
- WWC世界ジュニアヘビー級王座：3回 [1]

## 入場曲
- BABY-BASS（SP-MORRY）